# China Lake (Granatwerfer)

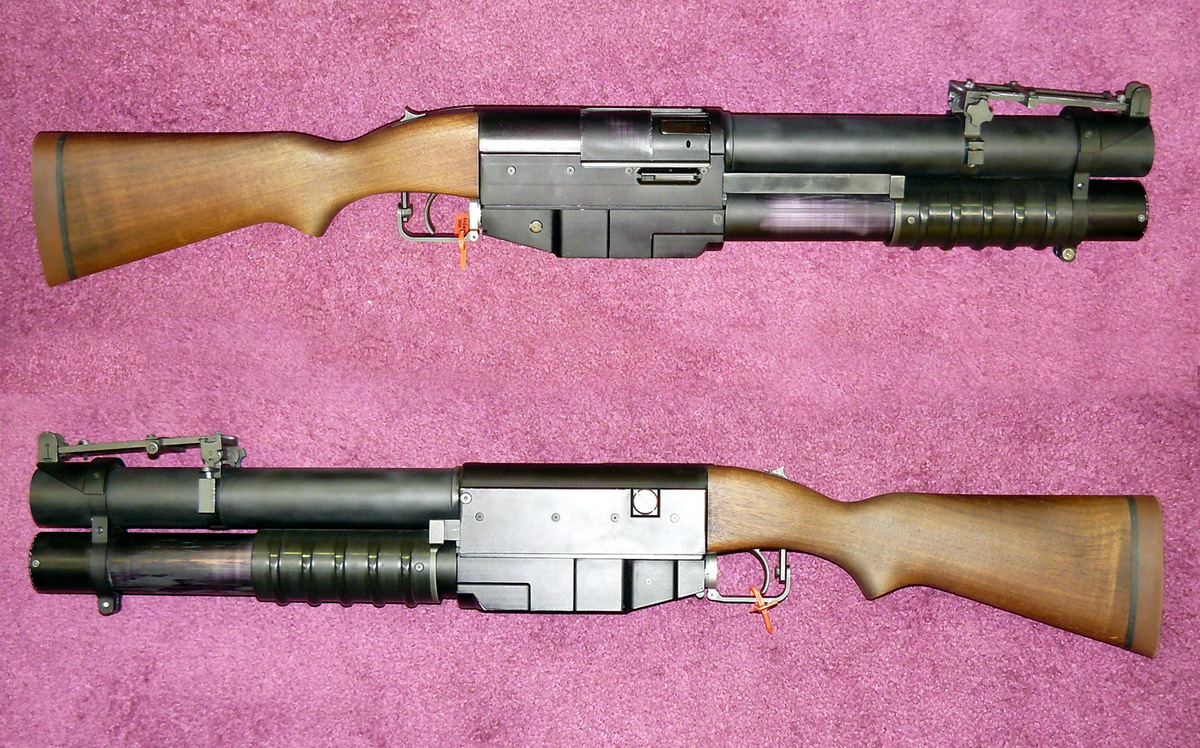
China Lake 40mm Pump-Action Grenade Launcher

Der China Lake 40mm Pump-Action Grenade Launcher war ein experimenteller US-amerikanischer Granatwerfer mit Pump-Action-Mechanismus, der von der kalifornischen Naval Air Weapons Station China Lake entwickelt und nahezu ausschließlich von den Navy SEALs im Vietnamkrieg eingesetzt wurde.
Er entstand Ende der 1960er-Jahre, da der damals übliche M79-Granatwerfer nach jedem Schuss zeitaufwändig neu geladen werden musste und damit für Spezialmissionen als unbrauchbar galt. Der China Lake kombinierte den M79 mit einem Pump-Action-System, sodass vier 40-mm-Granaten innerhalb weniger Sekunden abgefeuert werden konnten. Er besaß ein Röhrenmagazin für drei 40×46-mm-Granaten, die vierte befand sich in der Kammer. Die Waffe bestand größtenteils aus Aluminium und war damit äußerst leicht, was wichtig war, da der Schütze noch eine Zweitwaffe mit sich führen musste. Der hohen Schussfrequenz und Feuerkraft standen Probleme mit der Munitionszufuhr gegenüber, da nicht alle 40-mm-Granaten in die Waffe passten.
Insgesamt wurden nur wenige Stück hergestellt, je nach Quelle 16 bis 50. Als Spezialanfertigung besaß der China Lake keine offizielle Bezeichnung, die gelegentlich fälschlich zugeschriebene Kennung EX 41 bezeichnet einen anderen, weitaus später entworfenen Granatwerfer-Prototyp.
In den 1990ern und 2000ern entstanden verschiedene Nachbauten und Modifikationen der Waffe.